# Mercedes Cabrera

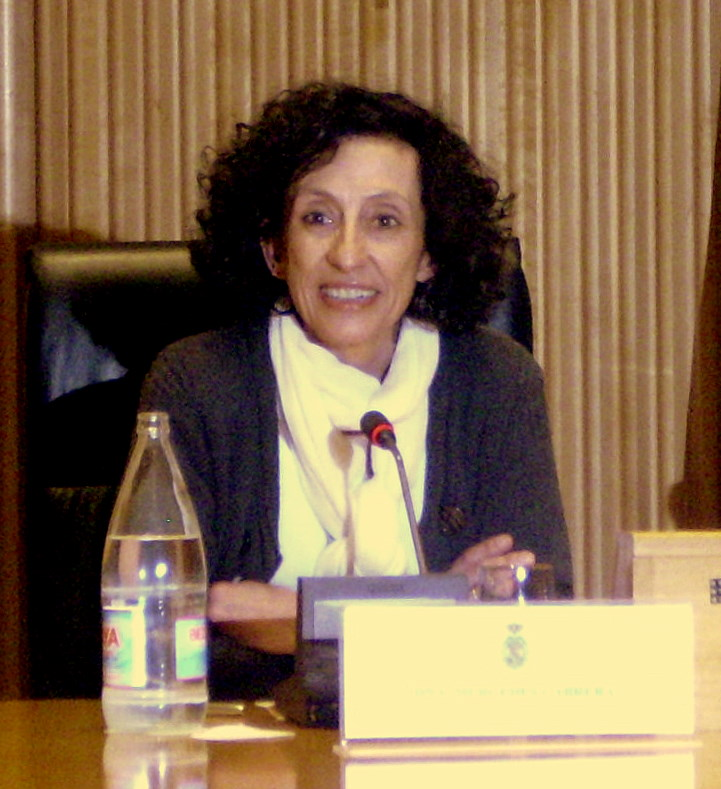
Mercedes Cabrera

Mercedes Cabrera (* 3. Dezember 1953 in Madrid) ist eine spanische Politikwissenschaftlerin und Politikerin der PSOE.

## Leben
Cabrera studierte Politikwissenschaften und Soziologie an der Universität Complutense Madrid. Seit 1996 war sie als Hochschullehrerin mit Schwerpunkt Geschichte der Politiktheorien an dieser Universität tätig. Seit 2004 ist sie Abgeordnete im spanischen Kongress (Cortes Generales). Von 2006 bis 2009 war sie Bildungsministerin im Kabinett Zapatero I und im Kabinett Zapatero II. Cabrera ist mit Carlos Arenillas verheiratet und hat zwei Kinder.

## Schriften
- The employer's association before the Second Republic. Organizations and strategy (1931–1936), Publishing Century XXI. 1983, ISBN 84-323-0469-7
- The power of the industrialists. Policy and economy in contemporary Spain (1875–2000), Publishing Taurus, 2002, ISBN 84-306-0439-1
- With light and stenographers: Parliament in the Restoration (1913–1923), Taurus Editorial, 1998, ISBN 84-306-0293-3
- The industry, the press and the policy: Nicholas Maria de Urgoiti (1869–1951), Publishing Alliance, 1994, ISBN 84-206-9406-1